# Barboue
Die Barboue ist ein kleiner Fluss im Südwesten von Frankreich, der im Département Gironde der Region Nouvelle-Aquitaine südwestlich der Stadt Bordeaux verläuft.

## Geografie

### Verlauf
Die Barboue entspringt unter dem Namen Rieufret im südöstlichen Gemeindegebiet von Cabanac-et-Villagrains, entwässert generell in nordöstlicher Richtung durch die Landschaft Haute Lande Girondine, die ein Teilgebiet der Landes de Gascogne ist, und mündet nach rund 17 Kilometern an der Gemeindegrenze von Virelade und Rions als linker Nebenfluss in die Garonne. Die Barboue quert in ihrem Verlauf die Autobahn A62 und Bahnstrecke Bordeaux–Sète.

### Durchquerte Gemeinden
(Reihenfolge in Fließrichtung)
- Cabanac-et-Villagrains
- Landiras
- Saint-Michel-de-Rieufret
- Virelade
- Rions